# 武蔵伝II ブレイドマスター
『武蔵伝II ブレイドマスター』（むさしでんツー BLADE MASTER）は、2005年7月7日にスクウェア・エニックスより発売されたPlayStation 2用アクションRPGソフト。

## 概要
『ブレイヴフェンサー 武蔵伝』以来、七年ぶりの『武蔵伝シリーズ』第二弾作品となった。しかし前作との話の関係性はほとんど無く、ストーリーとしては独立しており、主人公の名前も前作と同じ「ムサシ」だが同一人物ではない。また、前作の主人公「ムサシ」は、日本に実在した剣客・宮本武蔵との関係性は明言されなかったが、今作の主人公「ムサシ」は「後に日本でもっとも有名な侍「宮本武蔵」になる少年剣士」という設定がなされている。
日本市場に先駆けて2005年3月15日に『MUSASHI SAMURAI LEGEND』として北米にて先行発売された。
キャラクターデザインは前作に引き続き野村哲也が担当している。前作では野村はメインキャラクターのみのデザインだったが、今作ではメイン・サブキャラクター、敵キャラクター、舞台背景設定など、ほとんどのデザインを担当している。
キャラクターをアメコミ風にはっきりと描き、背景を日本のアニメに見られる淡い色遣いで描く、同社が『マンガシェーディング』と呼ぶトゥーンレンダリング技術を採用している。また、オープニングのアニメーションムービーはガイナックス、金田伊功が担当した。
音楽は濱渦正志と仲野順也。

## ストーリー
時は「魔蒸世紀」。「魔蒸機関」の発明により絶大な権力を得た武装勢力「ガンドレイク社」。その首領ガンドレイクは、この世界のすべてのエネルギーの源「魔蒸石」の力を独占し、世界を牛耳ろうと企んでいた。一方、神獣とともに暮らす民「ミスティック」の姫君はガンドレイクの企みから人々を救おうと、究極魔法「英雄召喚」を執行する。「英雄召喚」によってこの世界に召喚されたのは、少年剣士「ムサシ」だった。しかし、ムサシを召喚した姫はすでにガンドレイクの手に落ちており、ムサシが元の世界に戻るには、彼女を助けなければいけなかった。ムサシは元の世界に戻るため、姫を救出し、ガンドレイクに立ち向かうことを決心する。

## システム
本作にはイージモード、ノーマルモード、ハードモードが存在し、さらに一度クリアしての二周目も存在する。モードによる違いは敵の攻撃力や一度に出現する敵の数など。そして二周目のプレイでは一周目ではできなかったいくつかのサブイベントやアイテムが入手できる。

### 戦闘システム
ムサシは通常時に二本の刀と剣及びアクセサリを装備して戦い、必要に応じて必殺技と見切り技というものを使って戦闘を展開していく。
刀は「兼重（かねしげ）」。小ぶりで連続攻撃ができる反面攻撃力が低く、何度も敵にヒットさせなければ倒せないが、「カジノモト」というアイテムで鍛える事ができ、攻撃力が上昇する。剣は大振りで一撃あたりの攻撃力が高く、各種五輪剣の秘奥義は対応した剣を装備する事で発動できる反面素早さに乏しく、振りかぶって当てるまでが遅いのでその間に攻撃される事も多い。また、R1ボタンにてガード状態となり一定の敵の攻撃を受け止めて防御できる。
アクセサリは戦闘に直接関係は無いが装備する事でさまざまな効果を得る事ができ、攻撃力が上がったり一定の攻撃に耐性を持ったりする（ダメージが0になる事は無い）。

### 五輪剣
五輪剣は地、水、火、風、空の剣がありそれぞれのボスが守護し、手に入れてから対応する巫女にその封印を解いてもらう事で「秘奥義」と呼ばれる本来の力を得る。それぞれに別個の秘奥義が存在する。秘奥義は基本的に攻撃性能があるが、秘奥義は主に仕掛けを解いたり道を切り開くために利用する事が多く、これは前作ブレイヴフェンサー 武蔵伝と通じるものがある。
カイブレード
初期装備の剣。ムサシが角ばって錆びている剣を背中に装備する。これは元々は舟の櫂であり、名前の由来もそこからきている。秘奥義は「大魔刃（だいまじん）」。
地の剣
泉の森に存在し、鉄魔獣 ゴープスが守護する剣。ムサシが黄金色でジグザグの剣を背中に装備する。秘奥義は「大地鳴動斬」で、地面を揺らして敵を一時的に足止めしたり特定のスイッチを操作できる。巫女はタミエ。
水の剣
魔蒸炭鉱に存在し、赤き巨魔 クラーケンが守護する剣。ムサシが水色で半透明の剣を背中に装備する。秘奥義は「水龍弾撃」で、前方に水の塊を何個か投射する。噴出すマグマや火を消火できる。巫女はリコッタ。
火の剣
テロワール火山に存在し、テロワールの主 ヴァルロードが守護する剣。ムサシが赤と黒の模様の入った剣を背中に装備する。秘奥義は「火炎弾撃」で、木の葉や植物に関係した仕掛けや敵を突破できる。巫女はミュロル&ミュロレ。
風の剣
モルビエ密林に存在し、モルビエの女王 アラキュリアが守護する剣。ムサシが不思議な形の剣を装備する（これは五輪の書の風の紋章をかたどったもの）。秘奥義は「旋風剣」で、ブロックなど一部の物体を風に乗せて遠くまで運べる。巫女はマキ。
空の剣
ラ・ムーナ神殿に存在し、アシュラ・ガーディアンが守護する剣。ムサシが紫色の不思議な形の剣を装備する。秘奥義は「空心烈破（くうしんれっぱ）」で、任意の場所で透明化でき敵の攻撃などの対象から外れる。

### アビリティ
敵の使う攻撃をロックオン状態で見切って自分のものにするという技で、前作の「ゲット・イン技」とは異なり一度見切った技はリスト化されてその後いつでも使えるようになる。多くは攻撃性能を持った技が中心だが、「無敵」「回転受け」などの防御性能を持った技や、「攻撃力アップ」などの補助的な技、「ジャグリング」などのイベントで使う技など多岐に渡る。
敵を見切るにはムサシの眼力がある程度必要となり、ロックオンして画面左の眼力ゲージが満タンになると見切れる状態になる。その状態で見切れる技を受ける瞬間に□ボタンを押し、指定されたコマンドを正しく入力すると見切りが成功する（制限時間は無い）。敵の強さによっては絶対に見切れない場合もあり、この見切り動作中はムサシは相手に全神経を集中している状態なので他の行動はできなくなる。

### アイテム
アイテムは消費アイテム、市販アイテム、キーアイテム、伝説の武具及びアクセサリ、その他ガラクタや鑑定・収集品に分類される。
消費アイテム
フィールドに落ちているアイテム。宝箱から入手できるもの以外をさす。ジュール硬貨やHP、MPボールなどで、取得した瞬間に効果があるもの。
市販アイテム
神獣の村にて販売されているアイテム。多くは食料品。神獣の村の住民を救助する事で利用できる店舗が増えていき、結果的に商品数も増加する。
キーアイテム
ゲームを進める中で必ず手に入れる事になるアイテム。ムサシ自身には何の効果もないもので、多くは該当イベントが終わると消滅する。
伝説の武具、アクセサリ
伝 説の装備は「クチナワゴーグル」「トンボベルト」「ヤモリグローブ」「ミズグモシューズ」「ラビットリング」の五種類。それぞれムサシが装備する事で能力 が上昇したり特殊なアクションが可能になったりする。アクセサリは市販されている装備品で、装備している間だけ何らかのステータスが上昇する。
ガラクタ
「鋼のガラクタ」などの数種類のガラクタで、これらはムサシが持っているだけでは意味が無いアイテム。神獣の村のハサントスに渡すと、渡したガラクタの種類と個数により何らかの発明品を作成してくれる。
鑑定品
神獣の村の鑑定してもらうまでは正式名称が分からない骨董品類。正式名称が判明しても特にゲーム中で利用できるアイテムでもなく、基本的に売却してお金を稼ぐためのアイテム。
ホロカード
神獣の村で販売されているトレーディングカード。前作のフィギュアと 同様にコレクションするためだけのカードで、持っている事による特殊な効果やイベントは存在しない。カードバトル等のミニゲーム類も無い。泉の森シリーズ やテロワールシリーズなど全部で七種類のシリーズがあり、スペシャルに分類されるカードはレアカードであり販売される条件が他と異なる。三枚購入すると必 ず売り切れになるほか、ストーリーを進めると自動的に売り切れになるカードもある。
全てのホロカードは購入後ムサシの部屋にて閲覧可能になり、閲覧すると実物のミニチュアがカードから出てきて各種ギミックで遊ぶ事や回転・拡大・縮小が可能になる。

### 村人救助、ダッコシステム
ムサシの召喚された神獣の村の住民はその大半がガンドレイク社の手の者に各地のカプセルに幽閉されている。これらを救助していくのもムサシの役目となり、救助すると村に新たな施設ができたり村人からの情報収集ができるようになる。このカプセルは剣でなければ破壊できない。
巫女も同様にして連れ去られたり幽閉されたりしているが、巫女の場合は何らかの事故が原因で必ず気絶した状態でムサシがお姫様抱っこをして連れて帰るシチュエーションとなり、その際にムサシはダッコ状態になる。この状態ではムサシは通常の見切り技などは発動できないが、ダッコ中のみ使う事のできる特別な攻撃や防御姿勢が可能となる。

## ムサシのステータス
ムサシには「HP」「力」「眼力」「運」といった六種類のパラメータがある。ムサシがレベルアップに到達する経験値を取得すると37ポイント前後のポイントが加算され、それをメニュー画面でプレイヤーが任意のパラメータに割り振る事でレベルアップとなる。任意に振り分けるほか強化したいポイントを指示して自動で振り分けてもらう事も可能。さらにプレイヤーが割り振らずにそのままにする事も可能で、その場合次のレベルアップ経験値に到達すると連続してレベルアップさせる事も可能。
HP
HPを上昇させる。これがゼロになるとゲームオーバーとなる。HPボールのほか、弁当やパンで回復可能。
MP
MPを上昇させる。見切り技などを使える回数が増える。MPボールのほか、弁当やアイスで回復可能。
攻撃力
相手への攻撃力が上昇する。刀、剣、見切り技の全ての攻撃力が上がる。薬品で一時的に上昇可能。
防御力
受けるダメージが減少する。敵からの攻撃のほか、トラップや仕掛けからのダメージも減少。薬品で一時的に上昇可能。
眼力
見切りが素早く行える。見切りゲージが上昇するスピードがアップし、敵の種類を問わず見切る事が可能になる。薬品で一時的に上昇可能。
運
お金の出現率やHP、MPボール出現率に影響。薬品で一時的に上昇可能。

### 称号
ムサシには称号というものが自動で設定され、どの称号になるかは現時点でのムサシの状態やクリアしたイベントに準拠する。称号は「○○の」「○○」というように二分割されており、前半部分は主にクリアしたイベント・サブストーリーに影響され、後半部分はムサシのステータスやレベルに影響される。これらの称号はステータス画面で確認できるほか、セーブデータに記入される。

## キャラクター
ムサシ（声優：甲斐田ゆき）
後に、日本でもっとも有名な侍「宮本武蔵」になる少年剣士。正義感が強く、熱いハートを持っている。武者修行をしていたところ、ミセラ姫によって突然この世界に召喚された。神獣の民に協力し、ガンドレイク社と戦うことになる。名刀「兼重」と巨大剣「カイブレード」の二刀を操り、敵を倒していく。

### 神獣の村
大空を泳ぐ神獣「白鯨」の頭部に存在する村。「ミスティック」という種族の人たちが住んでいる。

#### 姫と巫女たち
ミセラ姫（声優：倖月美和）
神獣の民のお姫様。英雄召喚の儀を行いムサシを召喚した。責任感が強くかなりのしっかり者で、誰よりも村の未来を考えている。
タミエ（声優：南里侑香）
「地」の力を守護する巫女。普段は村にあるベーカリーでお手伝いとして働いている。優しい性格で、動物たちとすぐ仲良くなれる癒し系。しかし、芯はしっかりしている。
リコッタ（声優：松来未祐）
「水」の力を守護する巫女。普段は図書館で司書をしている。村にある書物をすべて読破し、かつ記憶している才色兼備な少女。彼女の知識は神獣の村の至宝とされている。意外に負けん気が強く、「自分たちの村のことは自分たちで何とかすべき」と、英雄召喚に反対していた。
かなりの近眼で、眼鏡がないとボーっとしてしまい、すぐに眠ってしまう体質。
ミュロル&ミュロレ（声優：福圓美里）
「火」の力を守護する双子の巫女。二人合わせて一人前の力を発揮する。二人とも魔法学校の生徒。
姉のミュロレはおとなしく落ち着いているのに対して、妹のミュロルは元気で行動的という正反対の性格。しかし二人とも巫女としての責任感は強い。
マキ（声優：松岡由貴）
「風」の力を守護する巫女。幼いころからのトレーニングにより剣術に長けている。かつてコロシアムの人気ナンバーワン剣士だったが、師匠とケンカして飛び出して以来帰ってこなくなった。現在は密林の奥で暮らしており、密林を汚すものの前に疾風のごとく現れ成敗しているらしい。
空の巫女
「空」の力を守護する巫女。昔、村を飛び出して以来、行方がわからなくなっている。

#### その他の民たち
マオ（声優：青野武）
ネコの導師。見た目はのんびりしているが、相当な剣の達人。召喚されたムサシを見つけ、面倒を見る。ムサシのたぐいまれなる剣の才能を見抜き、「ノラ式荒行」を施し鍛え上げた。
バノン
神獣の民の族長。ミセラ姫の父親。
フェルミエ
バノンの妻。ミセラ姫の母親。
ブレド（声優：山口隆行）
ベーカリーの主人。彼は村から脱出していないため、最初から村にいる。
モデンナ
雑貨屋の女主人。アクセサリーなどを販売している。
カーラ
ビストロの女シェフ。弁当などを販売している。尋常じゃない辛さを誇る「地獄鍋」が得意料理。しかし、彼女自身は今の辛さに満足しておらず、もっと辛さが増す鍋を求めている。ムサシに「三枚おろし」を伝授してくれる。
トレス
ビストロのウェイトレス。カーラの料理の腕をとても評価しているが、どうやら彼女自身は甘党らしい。あるタイミングで彼女に話しかけると「微塵切り」を伝授してくれる。
マグウォート（声優：宇垣秀成）
村の鍛冶屋。彼に「カジノモト」を必要数持っていけば、ムサシの兼重を鍛えてくれる。「～だナ」が口癖。
カーマ
酒場のマスター。ドリンクを販売している。名前の通りのオカマ。
ボーケンハイマー（声優：樫井笙人）
コロシアムの支配人。今は老齢だが、昔は名の知れた剣士だったらしい。マキの師匠なのだが、彼女を認めてあげなかったためにケンカ別れしてしまった。
アレジェ
女占い師。占いの力でムサシがこれから行く土地に、助けを求めている村人が何人いるのか教えてくれる。
ハサントス
村に住む発明家。ムサシが拾ってきた「ガラクタ」を組み合わせて発明品を作ってくれる。発明品のほとんどは、何の効力も待たない胡散臭い品物だが、中には冒険に役立つ物もある。カーラが作った「地獄鍋」が好物らしい。
ビンボグナー
ハサントスの女助手。ハサントス同様に胡散臭い人物だが、終盤では彼と共に、ムサシが冒険を進める上で必要不可欠な物を発明する。
ミブーネ
鑑定屋を営む老人。ムサシが拾ってきたアイテムを鑑定してくれたり、いらない骨董品を買い取ってくれる。
ティルジット
魔法学校の女教師。脱出した生徒達の安否を気にかけている。
マスカル&ポーネ
魔法学校の生徒達。
マロワール
図書館の館長。五輪剣や伝説の武具に関する情報を教えてくれる。
ラトージェ
アイスクリーム屋の女主人。
ブロッチョ
大道芸一座の座長。早く一座全員が揃って、芸を披露したいと思っている。
ナルシラ
大道芸一座の吟遊詩人。名前の通りのナルシスト。楽器を奏でることが好きなのだが、その演奏は上手いとは言い難い。しかし、ある楽器を手に入れることで、その才能を発揮することになる。
ラミィ
大道芸一座の女マジシャン。今の一座には何かが足りないと思っている。
タレッジオ
村に住む記者兼カメラマン。取材の際に撮った写真を加工して作った「ホロカード」を販売している。
ダーゴ
バノンに仕える衛兵。
ベル
村に住む少女。魔法学校の上級生。
ヤン
村に住む不良少年。
フロマ
村に住むおばあさん。最近耳が遠くなっている。
クワルク
村に住むおばさん。フロマの噂友達。
フィオレ
村に住む無口な少女。特殊な力を持っているのか、救助を待つ村人の気配を察知できるらしい。
マロル
村に住む少年。来年魔法学校に入学するらしく、それを凄く楽しみにしている。
ミモレット
村に住む少女。マロルのガールフレンド。
シャーリー
おにぎり屋の女主人。大阪弁のような言葉を話す。

### ガンドレイク社
魔蒸機関を発明し、圧倒的な権力を手に入れた巨大企業。
ガンドレイク（声優：子安武人）
武装組織「ガンドレイク社」の首領。神獣の村を襲い、ミセラ姫たちを付けねらう。その目的、素性は一切が謎。もともとは凄腕の剣士だったらしく、いつも長刀を携えている。本名は「小次郎」であり、彼もまたムサシ同様に元異世界の住人である。
クロシェ（声優：折笠愛）
ガンドレイクの秘書。首領の側近。ガンドレイクの横で高飛車な態度を取っているが、アクの強い幹部たちをまとめ上げ、その他実務もこなす実力あるキャリアウーマン。実際は、財産目当てでガンドレイクに近づいている。実は彼女こそが神獣の村からいなくなった空の巫女である。

#### ガンドレイク五人衆
ガンドレイク社の幹部5人の総称。
ロートシルト（声優：置鮎龍太郎）
統括部部長。ガンドレイク社のNo.2に位置する。常に冷静沈着に物事を運ぶ。
普段表には出さないものの、プレジデントの座を虎視眈々と狙っている。
デュカス（声優：三宅健太）
交渉部部長。交渉部とは言うものの、自分の都合のいいように力任せに無理やり話を片付ける。陽気かつ豪快で、「他人のものは俺のもの」といった思考の持ち主。極限まで鍛え上げられた屈強な体を持っており、巨大な碇型の武器をいつも持ち歩いている。現在は魔蒸炭鉱の監督任務に就いているが、いつも趣味の波乗りをしてサボっている。
ティオ（声優：高橋広樹）
保安部部長。能天気でお調子者ではあるが、腕っ節はかなり強い。戦闘時は、チェーンソーのような刃のついた巨大な斧で戦う。少々機械オンチな面があり、開発部部長のアルベールとは口ゲンカになることが多い。
アルベール（声優：小林由美子）
開発部部長。IQ600の天才少年で、ガンドレイク社の機械はすべてアルベールが開発している。頭の回転が速く賢いが、すぐに駄々をこねる子供っぽいところもある。
シラーズ（声優：中尾隆聖）
諜報部部長。暗殺などのガンドレイク社の裏の任務も担当している。冷酷で残忍な男。戦闘時は、伸び縮みする爪および尻尾のようなものを自由自在に操って戦う。

## サブイベント

### サブストーリー
ゲームの進行に直接関係しないサブイベント。対応するキャラと会話したり情報を聞いていると体験できる事が多く、ほぼ全てのサブストーリーでは報酬としてアイテムやホロカードを手に入れる事ができる。称号に影響が出る場合もある。ストーリーが進むと消滅するイベントばかりであり、神獣の村内部でのみ発生し終了するものからダンジョンに足を運ぶものまでさまざまである。

### コロシアム
ボスモンスターなどと戦う事ができる施設。登場するのはストーリー中で戦闘するボスモンスターが主だが、制限時間が存在するために難易度は飛躍的にアップしている。ボス以外にも風の巫女マキとの戦闘や百人斬り、連続ボス戦など面白いものが多く、単純に該当するボス戦に慣れるために利用もできる。賞品として手に入るのは特殊なアイテムやホロカード、ジュール（お金）で、二回目に勝利した時には別のものがもらえる。

### その他
ミニゲーム
バイクに乗って同じくバイクに乗っているニンジャロイド兵とバトルを繰り広げながら走り抜ける「ライド&スラッシュ」と、魔蒸炭鉱でフライングマシンニンジャたちと戦いながら空を行く「フライ&クラッシュ」とが存在する。特に「フライ&クラッシュ」はホロカードのコンプリートには欠かせないミニゲームとなるが、その難易度は高い。
発明品
神獣の村のハサントスにガラクタを渡す事で作ってもらえる物。あまり意味のない物も多いが、ガラクタを利用するのは発明品の開発でのみ。

### キャラクターの名称について
姫、巫女はチーズの名前、ガンドレイク社の幹部たちはワインの名前からつけられている。

## 武蔵伝II EPISODE ZERO
本作発売前に配信された、携帯専用アクションRPG。NTTドコモのFOMA900i、901iシリーズでプレイが可能で、方向キーと決定ボタンのみ使用のミニゲーム。
ムサシの旅立ち前に行われた、7日間の「ノラ式荒行」の様子が描かれている「ストーリーモード」、好きな敵と対戦ミニゲームのみが楽しめる「トレーニングモード」、記録を残して好成績を狙う「チャレンジモード」の3モードが搭載されており、対戦では大元となる武蔵伝IIでも行う「見切り」や「反撃」といった戦闘システムも存在。

## 関連商品
- 武蔵伝II ブレイドマスター パーフェクトガイド ISBN 978-4757724280
- 武蔵伝II オリジナルサウンドトラック - サウンドトラックCD